# Арменєво (Гагарінський район)
Арменєво (рос. Арменево) — присілок Гагарінського району Смоленської області Росії. Входить до складу Серго-Івановського сільського поселення.
Населення — 46 осіб.